# Енрік Льянсана
Енрік Льянсана (нід. Enric Llansana, нар. 12 квітня 2001, Таррагона) — нідерландський футболіст іспанського походження , захисник клубу «Гоу Егед Іглз». Виступав також за клуб «Йонг Аякс». Володар Кубка Нідерландів.

## Клубна кар'єра
Енрік Льянсана народився 2001 року в іспанському місті Таррагона, в дитинстві перебрався з батьками до Нідерландів. розпочав займатися футболом у юнацькій команді клубу «Пюрмерстейн», пізніше перейшов до школи клубу «Аякс». У 2018 році Льянсана розпочав грати за другу команду клубу «Аякс» «Йонг Аякс», в якій виступав до 2022 року. З 2022 року футболіст грає у складі клубу «Гоу Егед Іглз». У складі команди Льянсана в сезоні 2024—2025 років став володарем Кубка Нідерландів.

## Виступи за збірні
У 2016 року Енрік Льянсана дебютував у складі юнацької збірної Нідерландів, загалом на юнацькому рівні взяв участь у 27 іграх, відзначившись одним забитим голом.

## Титули і досягнення
- Володар Кубка Нідерландів (1):

«Гоу Егед Іглз»: 2024–2025